# 성곡중학교 (대구)
성곡중학교(城谷中學校)는 대한민국 대구광역시 달서구 용산동에 있는 공립 중학교이다.

## 학교 연혁
- 2003년 3월 1일 : 성곡중학교 개교, 초대 최병림 교장 취임
- 2003년 3월 4일 : 입학(493명 남학생 285명, 여학생 208명)
- 2006년 2월 10일 : 제1회 졸업(445명 남학생 261명, 여학생 184명)
- 2013년 11월 26일 : 교육부 자유학기제 연구학교 지정(2014.03.~2016.02.)
- 2020년 9월 1일 : 제8대 신종열 교장 취임
- 2022년 1월 4일 : 제17회 졸업식(155명) 총 졸업생수(5,242명)
- 2022년 3월 2일 : 제20회 입학식(76명 남학생 31명, 여학생 45명)

## 참고 자료
- 성곡중학교 - 한국교육학술정보원 학교알리미